# سد سرنی
سد سرنی استان هرمزگان یک سد خاکی با هسته رسی است که در ۳۴ کیلومتری جنوب شرقی شهر میناب، بر روی رودخانه سرنی احداث شده‌است. این سد به ارتفاع تاج ۵۲ متر و طول ۴۶۰ متر قادر است ۷۰ میلیون متر مکعب آب را ذخیره کند.

## تاریخچه و مشخصات طرح سد
عملیات اجرایی سد و نیروگاه سرنی و همچنین سامانه انتقال و تصفیه خانه آن در سال ۱۳۹۴ با تسهیلات بانک توسعه اسلامی و با پیمانکاری یکی از شرکت‌های زیرمجموعه بنیاد مستضعفان انقلاب اسلامی آغاز و در سال ۱۳۹۸ در کمتر از ۴ سال به بهره‌برداری رسید. طول تاج سد ۴۶۰ متر، عرض تاج ۱۲ متر، ارتفاع از پی ۵۲ متر، طول سر ریز ۱۷۰ متر، عرض سر ریز ۴۳٫۵ متر، عرض در پی ۲۸۰ متر، طول تونل انحراف ۲۷۵ متر و حجم بدنه سد بیش از ۱٫۸ میلیون مترمکعب است.
سد مخزنی سرنی با هدف تأمین آب شرب مناطق محروم میناب و بندرعباس در استان هرمزگان ساخته شد. تا پیش ساخت این سد و شبکه انتقال و تصفیه خانه جدید میناب تأمین آب شرب مناطق تحت پوشش نیازمند استفاده از آب شیرین کن با هزینه بالا بود.

## نگارخانه
.